# Eveline Saalberg
Eveline Saalberg (née le 30 juillet 1998 à Arnhem) est une athlète néerlandaise, spécialiste du 400 m et du 400 mètres haies. 

## Carrière
En 2019, elle est devenue championne des Pays-Bas du 400 mètres haies, en 58 s 86.
En 2022, elle décroche la médaille d'argent du relais 4 × 400 m des championnats du monde en salle, à Belgrade, puis la médaille d'argent du relais 4 × 400 mètres mixte des championnats du monde en extérieur, à Eugene.

## Palmarès
| Date | Compétition                    | Lieux     | Résultat | Épréuve         | Temps                    |
| ---- | ------------------------------ | --------- | -------- | --------------- | ------------------------ |
| 2022 | Championnats du monde en salle | Belgrade  | 2e       | 4 × 400 m       | 3 min 28 s 57            |
| 2022 | Championnats du monde          | Eugene    | 2e       | 4 x 400 m mixte | 3 min 9 s 90             |
| 2022 | Championnats d'Europe          | Munich    | 1re      | 4 x 400 m       | 3 min 20 s 87            |
| 2023 | Championnats d'Europe en salle | Istanbul  | 1re      | 4 x 400 m       | 3 min 25 s 66            |
| 2023 | Championnats du monde          | Budapest  | 1re      | 4 x 400 m       | 3 min 20 s 72            |
| 2024 | Championnats du monde en salle | Glasgow   | 1re      | 4 x 400 m       | séries                   |
| 2024 | Championnats d'Europe          | Rome      | 1re      | 4 x 400 m       | séries                   |
| 2024 | Jeux olympiques                | Paris     | 2e       | 4 × 400 m       | Participation aux séries |
| 2025 | Championnats d'Europe en salle | Apeldoorn | 1re      | 4 x 400 m mixte | 3 min 15 s 63            |